# Nimétazépam
Le nimétazépam est une benzodiazépine développée dans les années 1960. Il n'est pas commercialisé en France.